# Nicolas Flagello
Nicolas Oreste Flagello (født 15. marts 1928 i New York City, New York død 16. marts 1994 i New Rochelle, New York, USA) var en amerikansk komponist, dirigent , pianist og lærer.
Flagello Optrådte som barn som pianist, og studerede senere komposition hos Vittorio Giannini på Manhattan School of Music. I (1955) vandt han et stipendium, til at studere videre i Rom hos Ildebrando Pizzetti på Accademia Nazionale di Santa Cecilia. Han har skrevet 2 symfonier, orkesterværker, kammermusik, koncertmusik, operaer, klaverstykker, korværker og sange etc. Han underviste som lærer i komposition på Curtis Institute i Philadelphia. Flagello var i en periode dirigent for Roms Symfoniorkester.

## Udvalgte værker
- Symfoni nr. 1 (1964-1966, Rev. 1968) - for orkester
- Symfoni nr. 2 "Blæser Symfoni" (1970) - for blæsere og slagtøj
- Symfonisk Arie (1951) - for orkester
- Serenade (1968) - for orkester
- Koncert (1959) - for strygeorkester
- 2 Klaverkoncerter (1950, 1956) - for klaver og orkester
- Violinkoncert (1956) - for violin og orkester
- Koncert Antoniano (1953) - for fløjte og orkester
- Parykken (1954) - opera
- Symfoniske Valse (1958) - for klaver